# U 331 (Kriegsmarine)
De U 331 was een U-boot van de VII C-klasse die door de Duitse Kriegsmarine tijdens de Tweede Wereldoorlog werd ingezet. De U 331 voerde 10 patrouilles uit en torpedeerde op 25 november 1941 het Britse slagschip HMS Barham in de Middellandse Zee. Gezagvoerder was Freiherr Hans-Diedrich von Tiesenhausen.

## GeschiedenisU 331

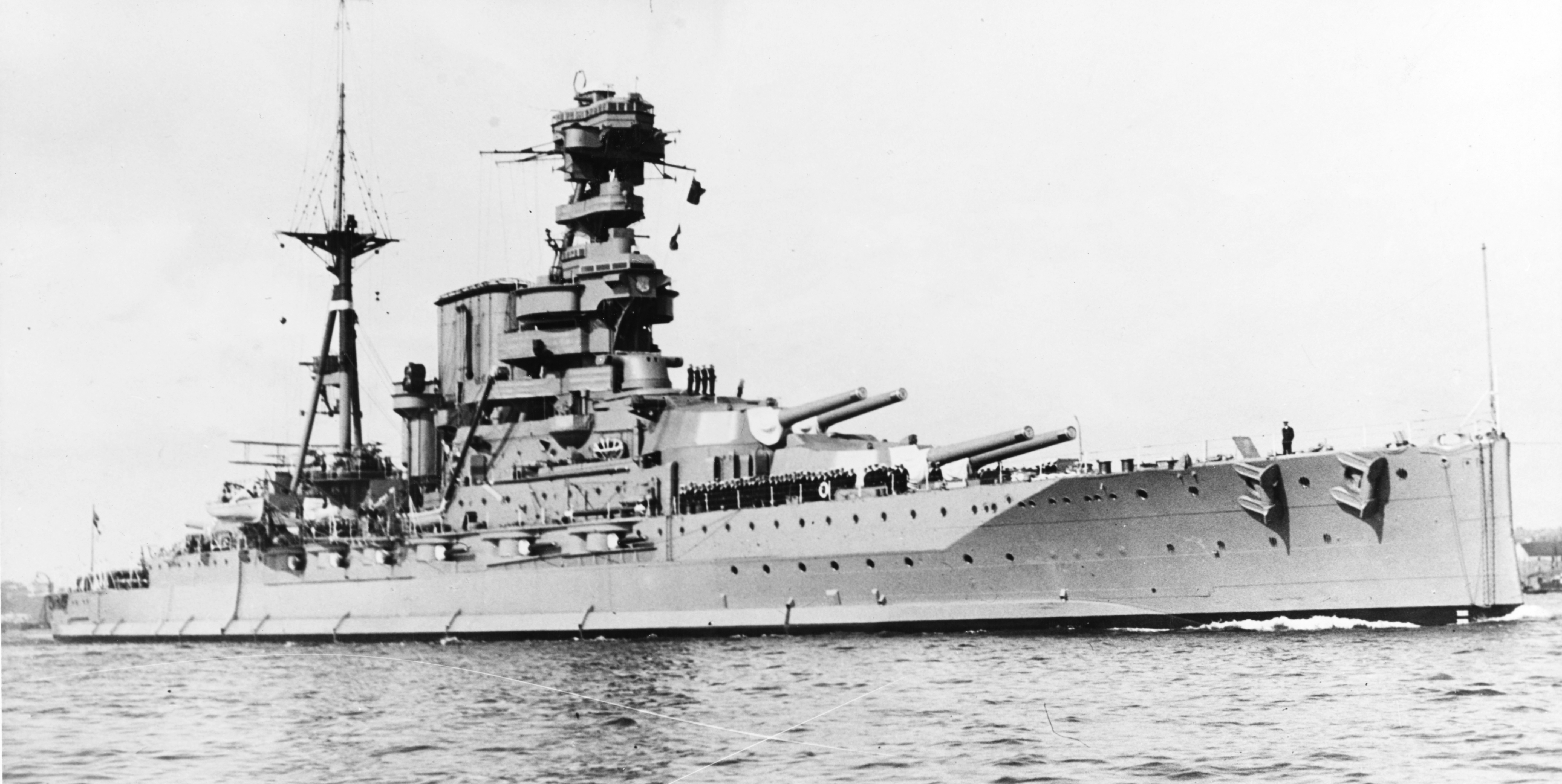
HMS Barham

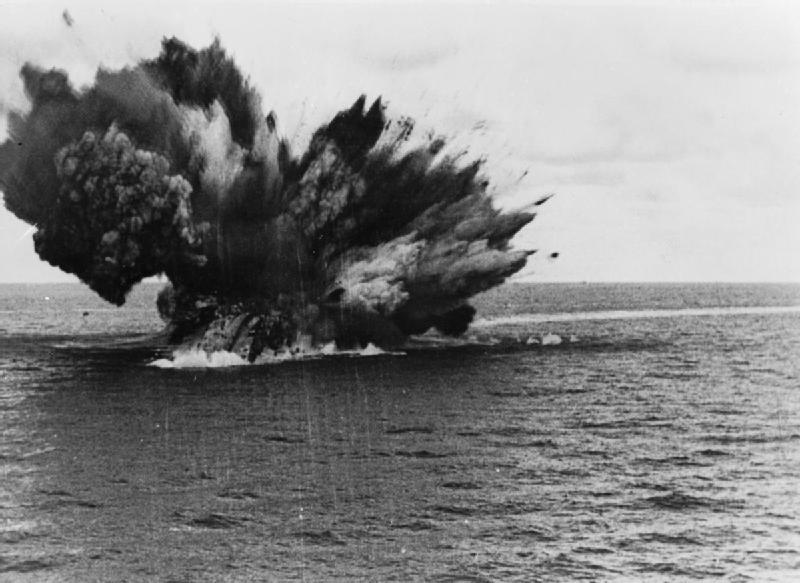
De ontploffing van de HMS Barham

Op 26 januari 1940 werd bij de Nordseewerke te Emden de kiel gelegd, en op 20 december van dat jaar gebeurde de tewaterlating. Op 31 maart 1941 werd de U 331 onder Oberleutnant Von Tiesenhausen in dienst gesteld.

Op 3 september van dat jaar doorbrak de U 331 de zeeblokkade die de Britten hadden ingesteld bij Gibraltar. Hierna opereerde de boot uitsluitend nog in de Middellandse Zee. Op 10 oktober werd de U 331 aangevallen door drie Britse landingsboten. Een van de Duitse kanonmitrailleurschutters werd dodelijk getroffen door het Brits geschut. Dit was bootsman Hans Gerstenich. De U 331 beschadigde de HMS TLC-18.

### HMS Barham
Tijdens zijn derde patrouille zette de U 331 op 17 november 1941 acht commando's af op de Egyptische oostkust van Ras Gibeisa. Hun missie was de spoorweg op te blazen, nabij de kust, maar dit was geen groot succes.

Enkele dagen later, op 25 november, kreeg de U 331 het Britse slagschip HMS Barham in het vizier. De U 331 schoot zijn boegbuizen leeg op de voorbijvarende HMS Barham die geen vermoeden had dat er een U-boot op de loer lag. De U 331 kwam na de lancering van haar torpedo's als gevolg van het gewichtsverlies boven water en werd ontdekt. De Barham probeerde hierop de U 331 te rammen. Die voerde een crashduik, uit terwijl HMS Barham aan bakboord getroffen werd door zijn drie torpedo's, waarbij het munitiemagazijn van het Britse slagschip ontplofte, met catastrofale gevolgen voor de Britse bemanning. Ooggetuigen verklaarden dat het net een vulkaanuitbarsting leek. Vanuit een vliegtuig werd de getroffen en daarna exploderende HMS Barham gefilmd en gefotografeerd. Na de crashduik naar de zeediepte van de U 331 kon Von Tiesenhausen nog op het nippertje de U-boot laten opduiken, voordat hij verpletterd werd door de druk op méér dan 250 meter diepte.

Voor deze actie werd Von Tiesenhausen, die op 1 januari 1942 tot kapitein-ter-zee was bevorderd, op 27 januari 1942 het Ridderkruis van het IJzeren Kruis verleend.

## Ondergang
Op 17 november 1942 werd de U 331 tot zinken gebracht in de Middellandse Zee ten noorden van Algiers in positie 37° 5′ 0″ NB, 2° 27′ 0″ OL.
Nadat hij zwaar was geraakt door bommen die door een Lockheed Hudson waren afgeworpen, gaf hij signalen naar een watervliegtuig tot overgave. Maar hij werd opnieuw aangevallen, ditmaal door een Fairey Albacore-torpedobommenwerper van het Britse vliegdekschip HMS Formidable. Hierbij zonk de U 331 voorgoed, met 32 bemanningsleden aan boord. Zeventien opvarenden, onder wie commandant Von Tiesenhausen, overleefden de aanval. Ze werden allen krijgsgevangene genomen door de Britten.